# Mustafa al-Nahhas
Muṣṭafā al-Naḥḥās (in arabo مصطفى النحاس باشا‎?; Samanud, 15 giugno 1879 – Il Cairo, 23 agosto 1965) è stato un politico egiziano, ex Primo ministro dell'Egitto.

## Istruzione, attività politica ed esilio
Nacque a Samanud (Governatorato di Gharbiyya), dove suo padre era un commerciante di legname. Si diplomò alla Scuole elementare al-Nāsiriyya, al Cairo nel 1891 e nella Scuola secondaria khediviale nel 1896. Dopo aver preso il titolo di studi superiori nella Scuola Khediviale di Diritto nel 1900, cominciò a lavorare nello studio legale di Muhammad Farīd prima di aprire un suo proprio studio a Mansūra. 

Nel 1904 divenne giudice nella Corte Nazionale di Tanta, da cui si dimise 15 anni dopo (1919), quando raggiunse le file del Wafd come rappresentante del Partito Nazionale. Esiliato insieme a Saʿd Zaghlūl nelle Seychelles tra il 1921 e il 1923, al-Nahhās fu fatto rimpatriare per rappresentare Samanud nella Prima Camera dei Deputati eletta, a norma di Costituzione, in seguito alle elezioni del 1923.

## Storia politica
Divenne ministro delle Comunicazioni nel 1924. Rieletto nel 1926 come deputato di Sir Abu Nanna (Gharbiyya), il Regno Unito pose il suo veto per la nomina a un altro incarico ministeriale. Fu eletto come uno dei due vice-Presidenti della Camera, per diventarne nel 1927 suo Presidente. Alla morte di Sa'd Zaghlul nell'agosto del 1927, egli sconfisse il nipote di Sa'd nella competizione per assumere la guida del partito Wafd. Servì come Primo ministro nel 1928, nel 1930, tra il 1936 e il 1937, dal 1942 al 1944, e infine tra il 1950 e il 1952. 

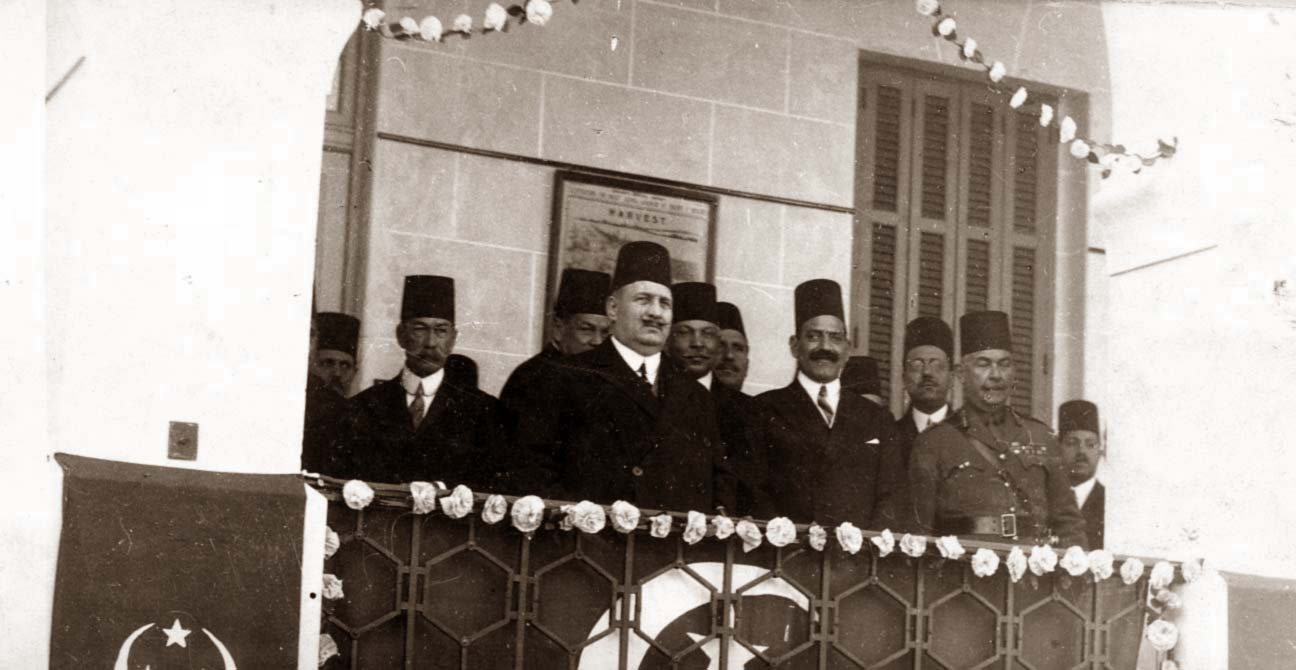
Il re Fuʾād I e Mustafā al-Nahhās in occasione di una visita alla Scuola Khediviale di Ismāʿīliyya nel 1928

Nahhās prese in moglie una donna assai giovane, Zaynab al-Wakīl, che aveva circa 30 anni meno di lui e si disse che ella avesse avuto una grande influenza sul marito e che avesse svolto un ruolo decisivo nel far finire l'amicizia fra Mustafa al-Nahhās e Makram Ebeyd.

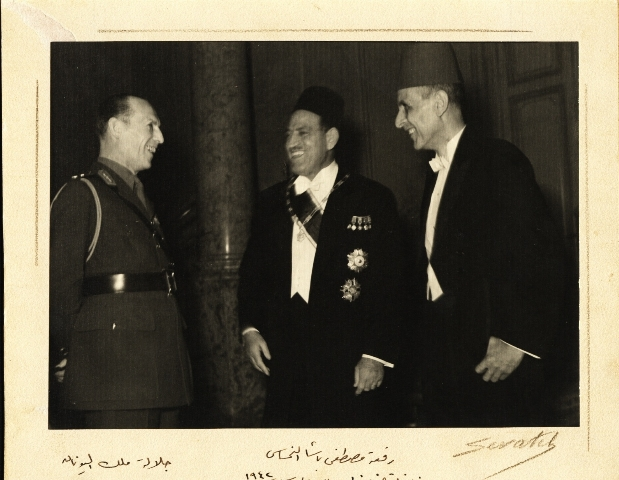
Mustafā al-Nahhās (al centro) con re Paolo di Grecia (a sinistra).

Contribuì alla creazione della Lega Araba nel 1944.  Fu Primo ministro per pochi mesi soltanto nel 1928, dopo essere entrato in contrasto col re, a causa del suo intento di limitare strettamente i poteri del sovrano, troppo prono tra l'altro al volere degli occupanti britannici. Quando la Grande Rivolta Araba palestinese del 1936-1939 scoppiò, al-Nahhās aiutò il Supremo Comitato Arabo a sostenere i diritti del popolo palestinese.  Fu uno dei firmatari del trattato anglo-egiziano del 1936, anche se non esitò poi a denunciarlo nel 1951. Ciò innescò moti anti-britannici nel Paese che portarono alle sue dimissioni da Primo ministro nel gennaio del 1952. 
Dopo il colpo di Stato militare del 1952, il Wafd - al pari di tutti gli altri partiti - fu disciolto. Assieme alla moglie, al-Nahhās conobbe nuovamente il carcere tra il 1953 e il 1954. Quindi fu costretto a ritirarsi a vita privata.
La sua morte il 23 agosto 1965 comportò grandi dimostrazioni di massa al suo funerale, permesso ma non gradito dal governo di Gamāl ʿAbd al-Nāṣir.